# International Billiards and Snooker Federation
International Billiards & Snooker Federation (Międzynarodowa Federacja Bilarda i Snookera; IBSF) – organizacja zarządzająca amatorskim snookerem i bilardem angielskim na całym świecie. Od stycznia 2020 r. siedziba organizacji znajduje się w Dosze w Katarze.

## Historia
World Billiards and Snooker Council (Światowa Rada Bilarda i Snookera; WB&SC) została utworzona w 1971 roku po spotkaniu kilku stowarzyszeń krajowych w hotelu na Malcie podczas Mistrzostw świata amatorów w bilardzie. Stowarzyszenia były niezadowolone z faktu, że Billiards and Snooker Control Council nadzorowała zarówno rozgrywki w Wielkiej Brytanii, jak i rozgrywki międzynarodowe. Pierwszym sekretarzem był zawodnik i dziennikarz Clive Everton, a jego biuro było pierwszym biurem WB&SC. W 1973 roku WB&SC zmieniła nazwę na International Billiards and Snooker Federation (IBSF) i zaczęła nadzorować amatorskie mistrzostwa w bilardzie i snookerze.

## Cele i struktura
Celem i zadaniami IBSF jest „koordynacja, promocja i rozwój sportu bilardowego i snookera na poziomie amatorskim” oraz zarządzanie zawodami.
IBSF zrzesza około 100 organizacji, podzielonych na pięć regionów olimpijskich : Afryka, Ameryka, Azja, Europa oraz Australia i Oceania. Zarząd IBSF składa się z czterech członków (prezesa, wiceprezesa, sekretarza i skarbnika) oraz dwóch przedstawicieli z każdego regionu olimpijskiego. Członkowie zarządu odpowiadają za codzienne funkcjonowanie Federacji i odpowiadają przed członkami IBSF na corocznym walnym zgromadzeniu, które zwykle odbywa się w okresie trwania Mistrzostw świata IBSF w snookerze.

## Wydarzenia
IBSF organizuje następujące turnieje:
1. Mistrzostwa świata IBSF w snookerze (15 czerwonych) - od 1963 mężczyźni / 2003 koiety
2. Mistrzostwa świata IBSF w snookerze (6 czerwonych) - od 2013 mężczyżni i kobiety
3. IBSF World 6-Red Cup - od 2020 kobiety / 2021 mężczyźni
4. Mistrzostwa świata IBSF w snookerze drużynowym - od 2013
5. Mistrzostwa świata IBSF U-21 w snookerze - od 1987 mężczyźni / 2015 kobiety
6. Mistrzostwa świata IBSF U-17 w snookerze(inne języki) - od 2015 mężczyżni i kobiety
7. Mistrzostwa świata IBSF U-16 w snookerze(inne języki) - od 2017 mężczyżni i kobiety
8. Mistrzostwa świata IBSF Masters w snookerze - seniorzy od 2004
9. Mistrzostwa świata IBSF Masters w snookerze drużynowym - seniorzy od 2013
10. Mistrzostwa Świata Parasnookera IBSF mężczyzn
11. Mistrzostwa Świata IBSF w Bilardach - od 1926 mężczyźni / 2015 kobiety

## Relacje z innymi organizacjami

IBSF w strukturach międzynarodowych

IBSF - obok World Professional Billiards and Snooker Association (Światowego Związku Bilarda i Snookera; WPBSA) — była jedną z dwóch organizacji członkowskich Światowej Konfederacji Sportów Bilardowych (WCBS) skupiających się na snookerze WCBS to organizacja promująca sporty bilardowe, takie jak karambol, pool i snooker; jednym z jej celów jest uzyskanie akceptacji dyscyplin sportów bilardowych do igrzysk olimpijskich.
WPBSA zakończyła współpracę z IBSF w dniu 31 Lipiec 2017 r., w związku z konfliktami dotyczącymi względnych pozycji kierowniczych obu organizacji w WCBS, w których wysunięto oskarżenia o niewłaściwe postępowanie IBSF. W wyniku rozłamu WPBSA cofnęła karty zawodowego World Snooker Tour, które niegdyś przyznawano mistrzom świata IBSF i mistrzom świata do lat 21. 5 października 2017 r. WPBSA ogłosiła powstanie Światowej Federacji Snookera (WSF), której cele są podobne do celów WCBS, ale która skupia się na snookerze amatorskim i zawodowym. Zaprosiła również regionalne i krajowe federacje amatorskiego snookera do przyłączenia się do WSF.
Ponieważ IBSF i WPBSA nie zdołały dojść do formalnego porozumienia, jak tego wymagała WCBS, w grudniu 2018 r. członkostwo obu organizacji w WCBS zostało zakończone. W marcu 2019 r. IBSF została przywrócona do WCBS, aby reprezentować snookera.